# Hedera taurica
Hedera taurica är en araliaväxtart som först beskrevs av Hibberd, och fick sitt nu gällande namn av Elie-Abel Carrière. Hedera taurica ingår i släktet Hedera och familjen Araliaceae. Inga underarter finns listade.